# Matej Falat
Matej Falat (ur. 8 lutego 1993 w Bojnicach) – słowacki narciarz alpejski, wicemistrz świata.

## Kariera
Po raz pierwszy na arenie międzynarodowej Matej Falat pojawił się 22 grudnia 2008 roku w Bansku, gdzie w zawodach FIS Race w slalomie zajął 13. miejsce. W 2009 roku wystartował na mistrzostwach świata juniorów w Garmisch-Partenkirchen, gdzie jego najlepszym wynikiem było 47. miejsce w gigancie. Jeszcze pięciokrotnie startował na imprezach tego cyklu, najlepszy wynik osiągając podczas mistrzostw świata juniorów w Regionie Mont Blanc, gdzie był szesnasty w kombinacji. W zawodach Pucharu Świata zadebiutował 26 lutego 2011 roku w Bansku, gdzie nie ukończył kombinacji.
W 2014 roku wystartował na igrzyskach olimpijskich w Soczi, zajmując między innymi 42. miejsce w supergigancie. W 2017 roku wspólnie z kolegami i koleżankami z reprezentacji zdobył srebrny medal w drużynie podczas mistrzostw świata w Sankt Moritz. Zajął też między innymi 24. miejsce w superkombinacji na mistrzostwach świata w Garmisch-Partenkirchen w 2011 roku. Startował także na Zimowych Igrzyskach Olimpijskich 2018 oraz na Mistrzostwach Świata 2019 w Åre.

## Osiągnięcia

### Igrzyska olimpijskie
| Miejsce | Dzień     | Rok  | Miejscowość | Konkurencja     | Czas biegu  | Strata   | Zwycięzca       |
| ------- | --------- | ---- | ----------- | --------------- | ----------- | -------- | --------------- |
| DNF1    | 14 lutego | 2014 | Soczi       | Superkombinacja | 2:45,20 min | -        | Sandro Viletta  |
| 42.     | 16 lutego | 2014 | Soczi       | Supergigant     | 1:18,14 min | +4,67 s  | Kjetil Jansrud  |
| DNF1    | 22 lutego | 2014 | Soczi       | Slalom          | 1:41,84 min | -        | Mario Matt      |
| DNF2    | 13 lutego | 2018 | Pjongczang  | Superkombinacja | -           | -        | Marcel Hirscher |
| 50.     | 18 lutego | 2018 | Pjongczang  | Gigant          | 2:34,78 min | +16,74 s | Marcel Hirscher |
| DNF2    | 22 lutego | 2018 | Pjongczang  | Slalom          | -           | -        | André Myhrer    |
| 9.      | 24 lutego | 2018 | Pjongczang  | Drużynowo       | -           | -        | Szwajcaria      |

### Mistrzostwa świata
| Miejsce | Dzień     | Rok  | Miejscowość  | Konkurencja     | Czas biegu  | Strata   | Zwycięzca            |
| ------- | --------- | ---- | ------------ | --------------- | ----------- | -------- | -------------------- |
| 36.     | 9 lutego  | 2011 | Ga-Pa        | Supergigant     | 1:38,31 min | +9,95 s  | Christof Innerhofer  |
| 24.     | 14 lutego | 2011 | Ga-Pa        | Superkombinacja | 2:54,51 min | +15,32 s | Aksel Lund Svindal   |
| 50.     | 6 lutego  | 2013 | Schladming   | Supergigant     | 1:23,96 min | +6,89 s  | Ted Ligety           |
| DNF2    | 11 lutego | 2013 | Schladming   | Superkombinacja | 2:56,96 min | -        | Ted Ligety           |
| DNF1    | 15 lutego | 2013 | Schladming   | Gigant          | 2:28,92 min | -        | Ted Ligety           |
| BDNS1   | 17 lutego | 2013 | Schladming   | Slalom          | 1:51,03 min | -        | Marcel Hirscher      |
| 37.     | 17 lutego | 2017 | Sankt Moritz | Gigant          | 2:13,31 min | +7,08 s  | Marcel Hirscher      |
| 2.      | 14 lutego | 2017 | Sankt Moritz | Drużynowo       | -           | -        | Francja              |
| DNF2    | 19 lutego | 2017 | Sankt Moritz | Slalom          | 1:34,75 min | -        | Marcel Hirscher      |
| 5.      | 12 lutego | 2019 | Åre          | Drużynowo       | -           | -        | Szwajcaria           |
| DNS2    | 15 lutego | 2019 | Åre          | Gigant          | -           | -        | Henrik Kristoffersen |
| 34.     | 17 lutego | 2019 | Åre          | Slalom          | 2:15,72 min | +9,86 s  | Marcel Hirscher      |

### Mistrzostwa świata juniorów
| Miejsce | Dzień       | Rok  | Miejscowość       | Konkurencja     | Czas biegu  | Strata   | Zwycięzca                |
| ------- | ----------- | ---- | ----------------- | --------------- | ----------- | -------- | ------------------------ |
| 47.     | 5 marca     | 2009 | Ga-Pa             | Gigant          | 2:18,49 min | +15,08 s | Alexis Pinturault        |
| DNF1    | 6 marca     | 2009 | Ga-Pa             | Slalom          | 1:20,78 min | -        | Jesper Riis-Johannessen  |
| 49.     | 31 stycznia | 2010 | Region Mont Blanc | Gigant          | 2:17,55 min | +9,16 s  | Mathieu Faivre           |
| DSQ     | 1 lutego    | 2010 | Region Mont Blanc | Supergigant     | 1:29,71 min | -        | Maxence Muzaton          |
| 29.     | 2 lutego    | 2010 | Region Mont Blanc | Slalom          | 1:30,97 min | +8,08 s  | Reto Schmidiger          |
| 75.     | 4 lutego    | 2010 | Region Mont Blanc | Zjazd           | 1:19,32 min | +6,34 s  | Mattia Casse             |
| 16.     | 5 lutego    | 2010 | Region Mont Blanc | Kombinacja      | 35,04 pkt   | ?        | Colby Granstrom          |
| DNF1    | 30 stycznia | 2011 | Crans-Montana     | Gigant          | 2:19,62 min | -        | Alexis Pinturault        |
| 28.     | 31 stycznia | 2011 | Crans-Montana     | Slalom          | 1:28,54 min | +7,24 s  | Reto Schmidiger          |
| 79.     | 3 lutego    | 2011 | Crans-Montana     | Zjazd           | 1:37,34 min | +7,79 s  | Boštjan Kline            |
| 62.     | 4 lutego    | 2011 | Crans-Montana     | Supergigant     | 1:22,44 min | +5,34 s  | Boštjan Kline            |
| 35.     | 2 marca     | 2012 | Roccaraso         | Zjazd           | 1:11,99 min | +3,50 s  | Ryan Cochran-Siegle      |
| DNF     | 3 marca     | 2012 | Roccaraso         | Supergigant     | 1:02,73 min | -        | Ralph Weber              |
| 47.     | 7 marca     | 2012 | Roccaraso         | Gigant          | 2:39,50 min | +9,91 s  | Henrik Kristoffersen     |
| DNF2    | 9 marca     | 2012 | Roccaraso         | Slalom          | 1:38,44 min | -        | Santeri Paloniemi        |
| 41.     | 22 lutego   | 2013 | Québec            | Zjazd           | 1:30,95 min | +3,94 s  | Nils Mani                |
| 62.     | 24 lutego   | 2013 | Québec            | Supergigant     | 58,49 s     | +10,80 s | Thomas Mayrpeter         |
| 38.     | 25 lutego   | 2013 | Québec            | Gigant          | 2:20,75 min | +6,33 s  | Aleksander Aamodt Kilde  |
| DNF1    | 26 lutego   | 2013 | Québec            | Slalom          | 1:59,40 min | -        | Manuel Feller            |
| 31.     | 26 lutego   | 2014 | Jasná             | Superkombinacja | 2:21,69 min | +4,30 s  | Matteo De Vettori        |
| 53.     | 26 lutego   | 2014 | Jasná             | Supergigant     | 1:30,63 min | +3,54 s  | Marco Schwarz            |
| 52.     | 2 marca     | 2014 | Jasná             | Zjazd           | 1:17,31 min | +2,68 s  | Adrian Smiseth Sejersted |
| DNF1    | 5 marca     | 2014 | Jasná             | Slalom          | 1:37,21 min | -        | Henrik Kristoffersen     |

### Puchar Świata

#### Miejsca w klasyfikacji generalnej
- sezon 2010/2011: -
- sezon 2012/2013: -
- sezon 2014/2015: -
- sezon 2015/2016: -
- sezon 2016/2017: -
- sezon 2017/2018: -

#### Miejsca na podium
Jak dotąd Falat nie stanął na podium zawodów PŚ.